# これから (平原綾香の曲)
『これから』は、平原綾香が発売した配信限定シングル。

## 解説
配信限定シングルとしては、『Great Harmony〜for yamato2199』より約4年振りとなる。

## 収録曲
1. これから
作詞・作曲：水野良樹 / 編曲：亀田誠治

## 楽曲の収録アルバム
これから
- 『Dear Music 〜15th Anniversary Album〜』